# Actinidia glaucocallosa
Actinidia glaucocallosa là một loài thực vật có hoa trong họ Dương đào. Loài này được C.Y.Wu mô tả khoa học đầu tiên năm 1977.